# Höwenegg
Höwenegg este o arie protejată (sit de importanță comunitară — SCI, arie de protecție specială avifaunistică — SPA) din Germania întinsă pe o suprafață de 20,74 ha, integral pe uscat.

## Localizare
Centrul sitului Höwenegg este situat la coordonatele 47°54′52″N 8°44′29″E / 47.9144°N 8.7414°E.

## Înființare
Situl Höwenegg a fost declarat arie de protecție specială avifaunistică în martie 2001 pentru a proteja 4 specii de animale. Situl a fost protejat și ca sit de importanță comunitară în martie 2001.

## Biodiversitate
Situată în ecoregiunea continentală, aria protejată nu include niciun habitat protejat.
La baza desemnării sitului se află mai multe specii protejate de  păsări (4): buha (Bubo bubo), ciocănitoare neagră (Dryocopus martius), Falco peregrinus peregrinus, pitulice de munte (Phylloscopus bonelli)